# Anna Okońska-Walkowicz
Anna Okońska-Walkowicz (ur. 1949) – polska nauczycielka akademicka, działaczka społeczna, polityczka.
Absolwentka Uniwersytetu Jagiellońskiego. Doktor nauk humanistycznych (specjalność pedagogika).
Od 1987 nauczyciel akademicki na Wydziale Humanistycznym w Katedrze Antropologii Społecznej Akademii Górniczo-Hutniczej w Krakowie.
Odznaczona:
- medalem Komisji Edukacji Narodowej (2002)[3]
- Odznaką „Honoris Gratia” (2010)([3].

Od 17 października 2011 II Zastępca Prezydenta Miasta Krakowa ds. Edukacji i Spraw Społecznych.
W dniu 19 czerwca 2013 złożyła rezygnację z pełnienia obowiązków Zastępcy Prezydenta Miasta Krakowa ds. Edukacji i Spraw Społecznych - pełnienie funkcji zakończy z dniem 31 lipca 2013 roku.
Na IX Zwyczajnego Krajowego Zjazdu Delegatów Społecznego Towarzystwa Oświatowego została mianowana prezesem Społecznego Towarzystwa Oświatowego